# Ronny Daelman
Ronny Daelman (8 januari 1982) is een Vlaams acteur.
Daelman speelde van 2002 tot 2009 Sam Bastiaens in de televisieserie Thuis. Daarnaast speelde hij gastrollen in Flikken (Rob Koenen), LouisLouise (televisiereporter), Spoed (inbreker), Amika (Robby Hogebrugge), Rox (luitenant De Crem) en Spitsbroers (David Oeyen). In 2016 had hij gedurende enkele maanden een terugkerende rol in de soapserie Familie.
In het najaar van 2007 deed hij mee aan het VTM-programma Sterren Op Het IJs.
In mei 2017 werd hij presentator van RTV Vandaag, het nieuwsprogramma van RTV.
Daelman was getrouwd met Fabienne Gerinckx en heeft twee zonen. In mei 2012 ging het koppel in vriendschap uit elkaar.
In de zomer van 2019 verzorgde hij regelmatig de nieuwsuitzendingen van de regionale Oost-Vlaamse omroep AVS.
- International Standard Name Identifier: 0000 0004 5285 2096
- Nederlandse Thesaurus van Auteursnamen: 387516840
- Virtual International Authority File: 317290840
- WorldCat: E39PBJbWtmvgTdXhhvdRqcfwmd